# Agrostis longiseta
Agrostis longiseta é uma espécie de gramínea do gênero Agrostis, pertencente à família Poaceae.